# Yonathan Del Valle
Yonathan Alexander Del Valle Rodríguez (Guacara, 28 maggio 1990) è un calciatore venezuelano, attaccante del Carabobo.

## Carriera

### Nazionale
Ha giocato nella nazionale venezuelana Under-20.
Viene convocato per la Copa América Centenario negli Stati Uniti.

## Palmarès
- Campionato venezuelano: 1

Deportivo Táchira: 2010-2011